# Franz Trummer
Franz Trummer   (Graz, 28 de novembre de 1954) és un ex-pilot de trial austríac que destacà en competicions europees durant la dècada de 1970. És recordat per haver guanyat dos Campionats d'Àustria i per haver participat -entre 1975 i 1979- en el desenvolupament del prototipus de trial de la marca austríaca Puch, tot i que sense gaire bons resultats (Puch no arribà a comercialitzar mai el seu model de trial).